# Eleonore Schoenfeld
Eleonore Schoenfeld (Maribor (Eslovènia), 6 de març de 1925 – La Cañada Flintridge, 1 de gener de 2007) va ser una violoncel·lista i professora de música alemanya-nord-americana a la Thornton School of Music de la Universitat del Sud de Califòrnia a Los Angeles.
Juntament amb la seva germana, la violinista Alice Schoenfeld, va actuar com el Duo Schoenfeld. Durant gairebé 50 anys va ser professora de violoncel a la Thornton School of Music.

## vida i treball
Eleonore Schoenfeld va néixer com la filla petita de Johanna Schoenfeld, de soltera Schendel, que venia d'Ucraïna, i del violinista Johannes Schoenfeld, que venia de Polònia. Va passar la seva infantesa a Maribor. El 1931 la família es va traslladar a Berlín. Eleonore Schoenfeld es va interessar inicialment pel ballet clàssic i va prendre classes a l'Òpera Estatal de Berlín. Va aparèixer en diverses produccions d'òpera de la casa. Des de 1936, la talentosa musicalment Eleonore Schoenfeld va ser ensenyada pels reconeguts professors de violí Karl Klingler i Karl Niedermeyer. Van passar els estius regularment amb la seva germana a la finca de Karl Klingler, a Schloss Krumke, on els van ensenyar amb les filles de Klingler. Als 14 anys, Eleonore Schoenfeld va començar a estudiar violoncel a la "Hochschule für Musik" de Berlín, on a partir de 1940 va completar nombrosos cursos com a estudiant de màster amb el reconegut violoncel·lista Adolf Steiner.
Després de la Segona Guerra Mundial va actuar amb la seva germana com a duo Schoenfeld i com a violoncel·lista solista a l'Orquestra de Cambra de Berlín. Durant la seva carrera, Eleonore Schönfeld va produir més de 200 enregistraments produïts per la BBC. Juntament amb la seva germana Alice i amb el Dolmetsch-Schoenfeld-Ensemble ha enregistrat nombroses peces de música en solitari i de cambra per a emissores de ràdio i televisió d'Europa, Estats Units, Àsia i Austràlia.
El desembre de 1952, la família Schoenfeld va emigrar als Estats Units i es va establir a Los Angeles. Eleonore Schoenfeld també va fer nombrosos concerts a Amèrica, la majoria juntament amb la seva germana. A més, va començar a donar classes de violoncel a mitjans dels anys cinquanta. El 1959 ella i la seva germana van ser convidades a ensenyar a la "Thornton School of Music" juntament amb Jascha Heifetz i Gregor Piatigorsky. Al principi va ensenyar paral·lelament a les seves gires de concerts, més tard es va concentrar gairebé exclusivament en la formació de joves músics com a professora de violoncel. El 1979 va ser nomenada directora del seminari internacional Gregor Piatigorsky per a violoncel·listes a Los Angeles. Eleonore Schoenfeld va presidir la "Thornton School of Music" durant vuit anys. A més, va ser professora a "R.D. Colburn School of Performing Arts" a Los Angeles i a l'Acadèmia d'Arts d'Idyllwild. Eleonore Schoenfeld ha estat repetidament presidenta o jurat nord-americà en concursos individuals i de cambra nacionals i internacionals, p. al Concurs Leonard Rose i al Premi Piatigorsky.
A la dècada de 1980, tant Eleonore com Alice Schoenfeld van ser dels primers músics reconeguts internacionalment a visitar la Xina després que s'establissin relacions diplomàtiques formals entre la Xina i els Estats Units. Segons la seva recomanació, més d'un centenar d'estudiants xinesos que estudien a l'estranger van rebre beques. Pels seus èxits educatius, Eleonore Schoenfeld va rebre el premi USC Ramo Music Faculty Award el 1990, el premi Eva Janzer Memorial "Grande Dame du Violoncelle" de la Universitat d'Indiana el 1993 i el National Distinguished Service Award dels American String Teachers el 1993. Va ser guardonada pòstumament amb l'American String Teacher's Association Artist Teacher Award el 2008.
Eleonore Schoenfeld va morir d'un atac de cor a La Cañada Flintridge l'1 de gener de 2007. Va ser enterrada al cementiri de Mountain View d'Altadena.

## En record
En memòria d'Eleonore Schoenfeld, la seva germana gran Alice Schoenfeld va donar 10 milions de dòlars a la ""Thornton School of Music". Es van utilitzar tres milions de dòlars per convertir l'antiga escola de cinema de la Universitat del Sud de Califòrnia en una sala de concerts: l'"Alice and Eleonore Schoenfeld Symphonic Hall". Els set milions de dòlars restants es van destinar a l'"Alice and Eleonore Schoenfeld Endowed Scholarship Fund" i a la "Alice and Eleonore Schoenfeld International Music Society Inc. Fundació. Un reconegut concurs de música, el "Harbin Schoenfeld International String Competition", se celebra a la Xina cada dos anys en les categories de violí, violoncel i música de cambra.

## Pel·lícules sobre Eleonore Schoenfeld
- Eleonore Schoenfeld: a life of elegance (2007)
- Born to Teach: Reflections on the Career of Cellist Eleonore Schoenfeld (2008)